# خانم معلم و همه کلاس در ساحل
خانم معلم و همهٔ کلاس در ساحل (ایتالیایی: L'insegnante al mare con tutta la classe) یک کمدی سکسی سبک ایتالیایی به کارگردانی میکله ماسیمو تارنتینی است که در سال ۱۹۸۰ منتشر شد.

## بازیگران
- آنا ماریا ریتسولی
- لینو بانفی
- فرانچسکا رومانا کولوتسی
- آلوارو ویتالی
- فرانکو دیوجنه
- جیزلا سوفیو
- آدریانا فاکتی